# Live from London 2006
Albums de Melvins et Fantômas
Nude with Boots
(2008) Chicken Switch
(2009)
Live from London 2006 est un DVD des Melvins, sorti en 2008 sur le label Ipecac Recordings. Sur cet enregistrement, Melvins joue avec Fantômas.